# Надеждинский район (Уральская область)
Надеждинский район — район в составе Тагильского округа Уральской области РСФСР, существовавший с 1923 по 1933 год. Административным центром являлся город Надеждинск.

## История
12 ноября 1923 года организован Надеждинский район в составе Тагильского округа вновь образованой Уральской области. В состав района вошли город Надеждинск, посёлки Богословск и Турьинск и 8 сельских советов: Андриановский, Волчанский, Коптяковский, Масловский, Петропавловский, Самский, Титово-Семёновский, Филькинский.
10 июня 1931 года постановлением ВЦИК в Надеждинский район были включены Ивдельский (Всеволодоблагодатский, Екатерининский, Ивдельский, Лачинский, Митяевский) и Сосьвинский (Денисовский, Егоровский, Кошайский, Матушкинский, Романовский, Сосьвинский, Хмелевский сельсоветы) районы.
Постановлением ВЦИК от 20 октября 1931 года из Надеждинского района выделен и восстановлен в прежних границах Ивдельский район. Постановлением ВЦИК от 20 июня 1933 года Надеждинский район ликвидирован с передачей территории в пригородную зону города Надеждинска, находящейся в ведении Надеждинского городского Совета.